# HTTP 403
403 Forbidden 是HTTP协议中的一个HTTP状态码（Status Code）。403状态码意为服务器成功解析请求但是客户端没有访问该资源的权限。

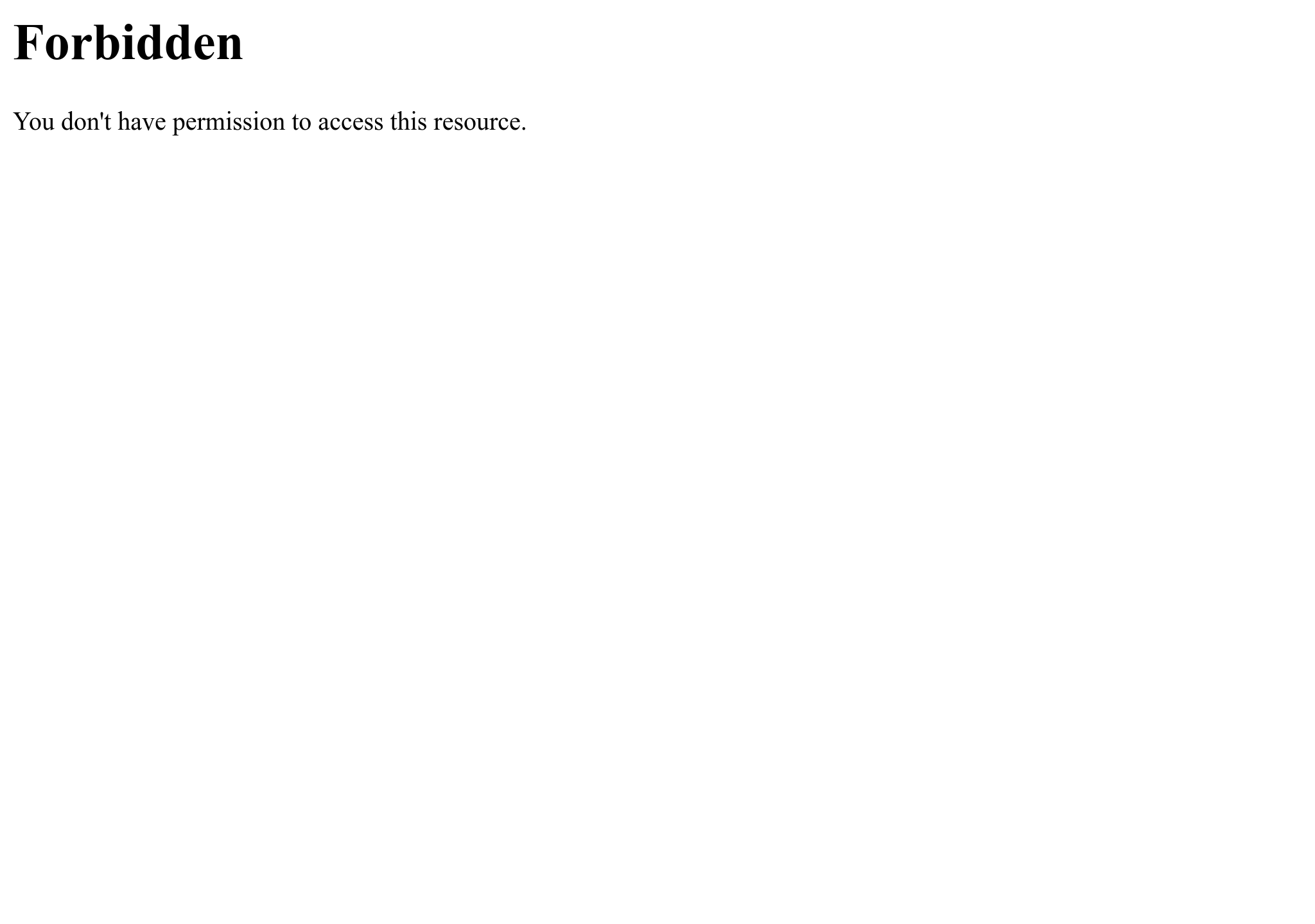
访问时MediaWiki的错误信息

## 外部連結
- Help for HTTP 403 'Forbidden' errors （英文）